# Франсуа Деврі
Франсуа Деврі, або Де Врі (фр. François Devries (De Vries), 21 серпня 1913, Антверпен — 17 лютого 1972) — бельгійський футболіст, що грав на позиції нападника, зокрема, за клуб «Антверпен», а також національну збірну Бельгії. Чемпіон Бельгії. 

## Клубна кар'єра
У футболі дебютував 1929 року виступами за команду «Антверпен», в якій провів дванадцять сезонів, взявши участь у 221 матчі чемпіонату. За цей час виборов титул чемпіона Бельгії.
Завершив професійну ігрову кар'єру у клубі «Форестуаз», за команду якого виступав протягом 1941—1952 років.

## Виступи за збірну
1934 року дебютував в офіційних матчах у складі національної збірної Бельгії. Протягом кар'єри у національній команді провів у її формі 7 матчів, забивши 1 гол.
У складі збірної був учасником чемпіонату світу 1934 року в Італії, де зіграв в програному матчі збірної Німеччини (2-5).
Помер 17 лютого 1972 року на 59-му році життя.

## Титули і досягнення
- Чемпіон Бельгії (1):

«Антверпен»: 1930-1931